# Udrežnje
Udrežnje är ett samhälle i Bosnien och Hercegovina.   Det ligger i entiteten Republika Srpska, i den södra delen av landet, 70 km söder om huvudstaden Sarajevo. Udrežnje ligger 947 meter över havet och antalet invånare är 189.
Terrängen runt Udrežnje är kuperad västerut, men österut är den platt. Närmaste större samhälle är Stolac, 17,2 km sydväst om Udrežnje. 
Omgivningarna runt Udrežnje är en mosaik av jordbruksmark och naturlig växtlighet. Runt Udrežnje är det ganska tätbefolkat, med 67 invånare per kvadratkilometer.